# Атлетика на Летњим олимпијским играма 1928.
Атлетика на Летњим олимпијским играма 1928. у Амстердаму је као што се и очекивало била најбројније заступљена спортска грана. Такмичење је одржано на Олимпијском стадиону од 29. јула до 5. августа. Учествовало је 760 атлетичара од тога 611 мушкараца и 95 жена атлетичарка из 40 земаља учесница. Такмичило се у 27 дисциплина од тога 22 мушке и 5 женских.
У мушким дисциплинама најбољи су били атлетичари САД (8 првих места), затим Финска (5 првих места) и Уједињено Краљевство и Канада са по 2 прва места. У женским дисциплинама Канада је освојила 2 прва места, а САД, Немачка и Пољска по једно.
Атлетичари су били припично хендикепирани кишом и непознавањем стазе (Стаза је била завршњена 48 сати пре почетка такмичења). Паво Нурми победио је у трчању на 10.000 метара, а на 5.000 и 3.000 метара са препрекама стигао је други. Изненадила је победа Синди Аткинсона из Јужне Африке на 110 метара са препонама у времену од 14,8 сек. док је његов земљак George Weightman-Smith у полуфиналу постигао време 14,6 сек оборивши олимпијски и светски рекорд. Јапански атлетичар Микио Ода постигао је прву олимпијску медаљу за своју земљу у троскоку, с резултатом 15,21 м.
На овим играма су први пут после Првог светског рата учествовали и атлетичари Немачке.
У Амстердаму први пут се у историји олимпијских такмичења појављују и жене (100 м, 800 метара, 4 х 100 м, скок увис и бацање диска, па су праћене са посебним занимањем, иако се показало да су неискусне (на пр. две најбоље у трци на 100 метара биле су дисквалификоване, јер су трку завршиле скоковима, а победницом је проглашена Елизабет Робинсон САД, која је стигла трећа).
Најмлађи учесник атлетских такмичења била је Пољакиња Gertruda Kilosówna са 15 година која се такмичила у трци на 800 метара, а најстарији је био Швеђанин Carl Johan Lind такмичар у бацању кладива са 35 година.
На играма је постављено 11. светских и 10 олимпијских рекорда.
мушкарци 6 светских и 10 олимпијских;
жене 5 светских рекорда

## Земље учеснице
У Амстердаму као и четири године раније у Паризу у атлетским такмичењима је учествовало 40 земаља:
| - Аргентина 7 (7 м, 0 ж) - Аустралија 7 (6 м, 1 ж) - Аустрија 4 (2 м, 2 ж) - Белгија 32 (24 м, 8 ж) - Канада 32 (26 м, 6 ж) - Чехословачка 11 (11 м, 0 ж) - Чиле 8 (8 м, 0 ж) - Куба 1 (1 м, 0 ж) - Данска 10 (10 м, 0 ж) - Француска 50 (41 м, 9 ж) - Естонија 4 (4 м, 0 ж) - Филипини 2 (2 м, 0 ж) - Финска 35 (35 м, 0 ж) | - Немачка 62 (46 м, 16 ж) - Јапан 16 (15 м, 1 ж) - Грчка 13 (13 м, 0 ж) - Хаити 2 (2 м, 0 ж) - Индија 7 (7 м, 0 ж) - Ирска10 (10 м, 0 ж) - Италија 24 (18 м, 6 ж) - Југославија 4 (4 м, 0 ж) - Летонија 6 (4 м, 2 ж) - Литванија 5 (4 м, 1 ж) - Луксембург 4 (4 м, 0 ж) - Мексико 11 (11 м, 0 ж) - Монако - Мађарска 25 (26 м, 1 ж) | - Норвешка 13 (13 м, 0 ж) - Нови Зеланд 3 (2 м, 1 ж) - Холандија 50 (39 м, 11 ж) - Пољска 15 (11 м, 4 ж) - Португалија 3 (3 м, 0 ж) - Уједињено Краљевство 55 (55 м, 0 ж) - Румунија 13 (11 м, 2 ж) - Шпанија 10 (10 м, 0 ж) - САД 98 (81 м, 17 ж) - Јужна Африка 9 (8 м, 0 ж) - Шведска (1) 29 (23 м, 6 ж) - Швајцарска 9 (9 м, 0 ж) - Турска 5 (5 м, 0 ж) |

У односу на 1924. у атлетским такмичењима не учествују Бразил, Бугарска, Еквадор и Египат, а учествују нови Немачка, Куба, Литванија и Румунија.

## Освајачи медаља

### Мушкарци
| Дисциплина              |                                                                                     | Резултат   |                                                                      | Резултат |                                                                           | Резултат |
| 100 м детаљи            | Перси Вилијамс Канада                                                               | 10,8       | Џек Лондон · Велика Британија                                        | 10,9     | Георг Ламерс · Немачка                                                    | 10,9     |
| 200 м детаљи            | Перси Вилијамс Канада                                                               | 21,8       | Волтер Рејнџли · Велика Британија                                    | 21,9     | Хелмут Керниг · Немачка                                                   | 21,9     |
| 400 м детаљи            | Реј Барбути · Сједињене Државе                                                      | 47,8       | Џејмс Бол Канада                                                     | 48,0     | Јоахим Бихнер · Немачка                                                   | 48,2     |
| 800 м детаљи            | Даглас Лоу · Велика Британија                                                       | 1:51,8 ОР  | Ерик Билен · Шведска                                                 | 1:52,8   | Херман Енгелхард · Немачка                                                | 1:53,2   |
| 1.500 м детаљи          | Хари Ларва · Финска                                                                 | 3:53,2 ОР  | Жил Ладумег · Француска                                              | 3:53,8   | Еино Пурје · Финска                                                       | 3:56,4   |
| 5.000 м детаљи          | Виле Ритола · Финска                                                                | 14:38,0    | Паво Нурми · Финска                                                  | 14:40,0  | Едвин Виде · Шведска                                                      | 14:41,2  |
| 10.000 м детаљи         | Паво Нурми · Финска                                                                 | 30:18,8 ОР | Виле Ритола · Финска                                                 | 30:19,4  | Едвин Виде · Шведска                                                      | 31:00,8  |
| Маратон детаљи          | Бугера Ел Уафи · Француска                                                          | 2:32:57    | Мануел Плаза · Чиле                                                  | 2:33:23  | Марти Мателин · Финска                                                    | 2:35:02  |
| 110 м препоне детаљи    | Сидни Аткинсон Јужноафричка република                                               | 14,8       | Стив Андерсон · Сједињене Државе                                     | 14,8     | Џон Колијер · Сједињене Државе                                            | 14,9     |
| 400 м препоне детаљи    | Дејвид Берли · Велика Британија                                                     | 53,4 =ОР   | Frank Cuhel · Сједињене Државе                                       | 53,6     | Морган Тејлор · Сједињене Државе                                          | 53,6     |
| 3.000 м препреке детаљи | Тоиво Лукола · Финска                                                               | 9:21,7 СР  | Паво Нурми · Финска                                                  | 9:31,2   | Ове Андерсен · Финска                                                     | 9:35,6   |
| 4 х 100 м детаљи        | Сједињене Државе · Френк Вајкоф · Џејмс Квин · Чарлас Бора · Хенри Расел            | 41,0 =СР   | Немачка · Георг Ламерс · Рихард Кортс · Хуберт Хубен · Хелмут Керниг | 41,2     | Велика Британија · Сирил Gill · Теди Smouha · Волтер Рејнџли · Џек Лондон | 41,8     |
| 4 х 400 м детаљи        | Сједињене Државе · George Baird · Фредерик Алдерман · Емерсон Спенсер · Реј Барбути | 3:14,2 СР  | Немачка · Ото Нојман · Harry Storz · Рихард Кребс · Херман Енгелхард | 3:14,8   | Канада Џејмс Бол Стенли Гловер Фил Едвардс Александар Вилсон              | 3:15,4   |
| Скок увис детаљи        | Роберт Кинг · Сједињене Државе                                                      | 1,94       | Бенџамин Хеџиз · Сједињене Државе                                    | 1,91     | Клод Менар · Француска                                                    | 1,91     |
| Скок мотком детаљи      | Сејбин Кар · Сједињене Државе                                                       | 4,20 ОР    | William Droegemuller · Сједињене Државе                              | 4,10     | Чарлс Макгинис · Сједињене Државе                                         | 3,95     |
| Скок удаљ детаљи        | Ед Хам · Сједињене Државе                                                           | 7,73 ОР    | Силвио Катор Хаити                                                   | 7,58     | Алфред Бејс · Сједињене Државе                                            | 7,40     |
| Троскок детаљи          | Микио Ода · Јапан                                                                   | 15,21      | Ливи Кејси · Сједињене Државе                                        | 15,17    | Вило Тулос · Финска                                                       | 15,11    |
| Бацање кугле детаљи     | Џон Как · Сједињене Државе                                                          | 15,87 СР   | Херман Брикс · Сједињене Државе                                      | 15,75    | Емил Хирашфелд · Немачка                                                  | 15,72    |
| Бацање диска детаљи     | Кларенс Хаузер · Сједињене Државе                                                   | 47,32 ОР   | Антеро Киви · Финска                                                 | 47,23    | Џејмс Корсон · Сједињене Државе                                           | 47,10    |
| Бацање кладива детаљи   | Патрик О’Калахан · Ирска                                                            | 51,39      | Осиан Скјелд · Шведска                                               | 51,29    | Едмунд Блек · Сједињене Државе                                            | 49,03    |
| Бацање копља детаљи     | Ерик Лундквист Шведска                                                              | 66,60 ОР   | Бела Сепеш Мађарска                                                  | 65,26 НР | Olav Sunde Норвешка                                                       | 63,97    |
| Десетобој детаљи        | Паво Ирјела · Финска                                                                | 8053 СР    | Акилес Јарвинен · Финска                                             | 7932     | Кен Доерти · Сједињене Државе                                             | 7707     |

### Жене
| Дисциплина          |                                                       | Резултат  |                                                        | Резултат |                                                                   | Резултат |
| 100 м детаљи        | Бети Робинсон САД                                     | 12,2 =СР  | Фани Розенфелд Канада                                  | 12,3     | Етел Смит Канада                                                  | 12,3     |
| 800 м детаљи        | Лина Радке · Немачка                                  | 2:16,8 СР | Кинуе Хитоми · Јапан                                   | 2:17,6   | Инга Јенцел · Шведска                                             | 2:17,8   |
| 4 х 100 м детаљи    | Канада Фани Розенфелд Етел Смит Флоренс Бел Миртл Кук | 48,4 СР   | САД Мери Вошберн Џеси Крос Лорета Макнил Бети Робинсон | 48,8     | Немачка · Роза Келнер · Хелена Шмид · Ани Холдман · Хелена Јункер | 49,00    |
| Скок увис детаљи    | Етел Кадервуд Канада                                  | 1,59 СР   | Лин Гисолф · Холандија                                 | 1,56     | Милдред Вајли САД                                                 | 1,56     |
| Бацање диска детаљи | Халина Конопацка · Пољска                             | 39,62 СР  | Лилијан Копланд САД                                    | 37,08    | Рут Сведберг · Шведска                                            | 35,92    |

### Биланс медаља
| Медаље земље домаћина |

| Ранг | Држава               | Злато | Сребро | Бронза | Укупно |
| 1    | САД                  | 8     | 6      | 7      | 21     |
| 2    | Финска               | 5     | 5      | 4      | 14     |
| 3    | Уједињено Краљевство | 2     | 2      | 1      | 5      |
| 4    | Канада               | 2     | 1      | 1      | 4      |
| 5    | Шведска              | 1     | 2      | 2      | 5      |
| 6    | Француска            | 1     | 1      | 1      | 3      |
| 7    | Јапан                | 1     | 0      | 0      | 1      |
| 7    | Ирска                | 1     | 0      | 0      | 1      |
| 7    | Јужна Африка         | 1     | 0      | 0      | 1      |
| 10   | Немачка              | 0     | 2      | 5      | 7      |
| 11   | Чиле                 | 0     | 1      | 0      | 1      |
| 11   | Хаити                | 0     | 1      | 0      | 1      |
| 11   | Мађарска             | 0     | 1      | 0      | 1      |
| 14   | Норвешка             | 0     | 0      | 1      | 1      |
|      | Укупно (14)          | 22    | 22     | 22     | 66     |

| Ранг | Држава     | Злато | Сребро | Бронза | Укупно |
| 1    | Канада     | 2     | 1      | 1      | 4      |
| 2    | САД        | 1     | 2      | 1      | 4      |
| 3    | Немачка    | 1     | 0      | 1      | 2      |
| 4    | Пољска     | 1     | 0      | 0      | 1      |
| 5    | Јапан      | 0     | 1      | 0      | 1      |
| 5    | Холандија  | 0     | 1      | 0      | 1      |
| 7    | Шведска    | 0     | 0      | 2      | 2      |
|      | Укупно (7) | 5     | 5      | 5      | 15     |

### Биланс медаља укупно
| Ранг | Држава               | Злато | Сребро | Бронза | Укупно |
| 1    | САД                  | 9     | 8      | 8      | 25     |
| 2    | Финска               | 5     | 5      | 4      | 14     |
| 3    | Канада               | 4     | 2      | 2      | 8      |
| 4    | Уједињено Краљевство | 2     | 2      | 1      | 5      |
| 5    | Немачка              | 1     | 2      | 6      | 9      |
| 6    | Шведска              | 1     | 2      | 4      | 7      |
| 7    | Француска            | 1     | 1      | 1      | 3      |
| 8    | Јапан                | 1     | 1      | 0      | 2      |
| 9    | Ирска                | 1     | 0      | 0      | 1      |
| 9    | Пољска               | 1     | 0      | 0      | 1      |
| 9    | Јужна Африка         | 1     | 0      | 0      | 1      |
| 12   | Чиле                 | 0     | 1      | 0      | 1      |
| 12   | Хаити                | 0     | 1      | 0      | 1      |
| 12   | Мађарска             | 0     | 1      | 0      | 1      |
| 12   | Холандија            | 0     | 1      | 0      | 1      |
| 16   | Норвешка             | 0     | 0      | 1      | 1      |

## Светски рекорди

### Жене
| Датум           | Дисциплина   | Нови рекорд                                    | Нови рекорд    | Стари рекорд             | Стари рекорд | Стари рекорд                     |
| --------------- | ------------ | ---------------------------------------------- | -------------- | ------------------------ | ------------ | -------------------------------- |
| Датум           | Дисциплина   | Атлетичар                                      | Резултат       | Атлетичар                | Резултат     | Датум                            |
| 31. јул 1928.   | 100 метара   | Бети Робинсон                                  | =12,02 финале  | Лени Јункер Кинуе Китоми | 12,2         | 13. септембар 1925 20. мај 1928. |
| 2. август 1928. | 800 метара   | Лина Радке                                     | 1:16,8 финале  | Лина Радке               | 1:16,9       | 1. јул 1928.                     |
| 5. август 1928. | 4 х 100 м    | Фани Розенфелд Етел Смит Флоренс Бел Миртл Кук | 1:16,08 финале |                          |              |                                  |
| 5. август 1928. | скок увис    | Етел Кадервуд                                  | 1,59 финале    | Етел Кадервуд Лин Гисолф | 1,58         | 13. септембар 1926. 3. јул 1928. |
| 31. јул 1928.   | бацање диска | Халина Конопацка                               | 39,62 финале   | Халина Конопацка         | 39,18        | 4. септембар 1927.               |

## Олимпијски рекорди

### Мушкарци
| Датум            | Дисциплина   | Нови рекорд       | Нови рекорд         | Стари рекорд                | Стари рекорд | Стари рекорд                  |
| ---------------- | ------------ | ----------------- | ------------------- | --------------------------- | ------------ | ----------------------------- |
| Датум            | Дисциплина   | Атлетичар         | Резултат            | Атлетичар                   | Резултат     | Датум                         |
| 29. јул 1928.    | 100 метара   | Перси Вилијамс    | =10,06 четвртфинале | Дон Липинкот Харолд Абрахам | 10,06        | 6. јул 1912. 6. јул 1924.     |
| 30. јул 1928.    | 100 метара   | Перси Вилијамс    | =10,06 полуфинале   | Дон Липинкот Харолд Абрахам | 10,06        | 6. јул 1912. 6. јул 1924.     |
| 30. јул 1928.    | 100 метара   | Роберт Макалистер | =10,06 полуфинале   | Дон Липинкот Харолд Абрахам | 10,06        | 6. јул 1912. 6. јул 1924.     |
| 30. јул 1928.    | 100 метара   | Џек Лондон        | =10,06 полуфинале   | Дон Липинкот Харолд Абрахам | 10,06        | 6. јул 1912. 6. јул 1924.     |
| 30. јул 1928.    | 100 метара   | Willie Legg       | =10,06 полуфинале   | Дон Липинкот Харолд Абрахам | 10,06        | 6. јул 1912. 6. јул 1924.     |
| 20. август 1928. | 200 метара   | Хелмут Керниг     | =21,06 четвртфинале | Арчи Хан Џексон Шолц        | 21,06        | 31. август 1904. 6. јул 1924. |
| 31. јул 1928.    | 800 метара   | Даглас Лоу        | 1:51,8 финале       | Тед Мередит                 | 1:51,9       | 8. јул 1912.                  |
| 2. август 1928.  | 1.500 метара | Хари Лавра        | 3:53,2 финале       | Паво Нурми                  | 3:53,8       | 10. јул 1924.                 |

### Жене
На овим олимпијским играма жене су учествовале први пут тако да није било обарања олимпијских рекорда, па су сва победнички резултати у женској конкуренцији први олимпијски рекорди. Ово је био јединствен случај да су у свим женским дисциплинама победнице оствариле и светске рекорде односно најбоље резултате на свету у дисциплинама у којима ИААФ тада није водио званичне рекорде.

## Занимљивости
Након трке на 800 метара за жене, у којој је неколико такмичараки трку завршило потпуно исрцпљено, процењено је да жене једноставно нису довољно снажне да издрже напоре дугих атлетских трка. Зато су су све до 1960. у програму такмичења у женској конкуренцији биле само тркачке дисциплине до максимално 200 метара.